# Mohamed Bélabbès
Mohamed Bélabbès (né le 11 mars 1966 à Sabra en Algérie) est un athlète français, spécialiste du 3 000 mètres steeple.

## Biographie
Il est sacré champion de France du 3 000 m steeple en 2000 à Nice.
En 1998, il se classe troisième de la coupe d'Europe des nations, à Saint-Pétersbourg.